# Poieni, Timiș
Poieni este un sat în comuna Pietroasa din județul Timiș, Banat, România. Se află la 10 km de centrul de comună, satul Pietroasa.

## Istorie
Prima atestare documentară a Poieniului datează din anii 1514-1516, când este amintit sub numele de Pleyen și era proprietatea lui George de Brandemburg.

## Obiective turistice
Aici există o biserică ortodoxă din lemn construită în 1790 și pictată în 1812, ce poartă hramul "Cuvioasa Paraschiva". Poienul este totodată un punct terminal pentru zona montană a județului Timiș și un punct de plecare pentru diverse drumeții în Munții Poiana Ruscă. Aici se găsește o tabără școlară. Tot aici se mai găsește și o moară de apă.

## Legături externe

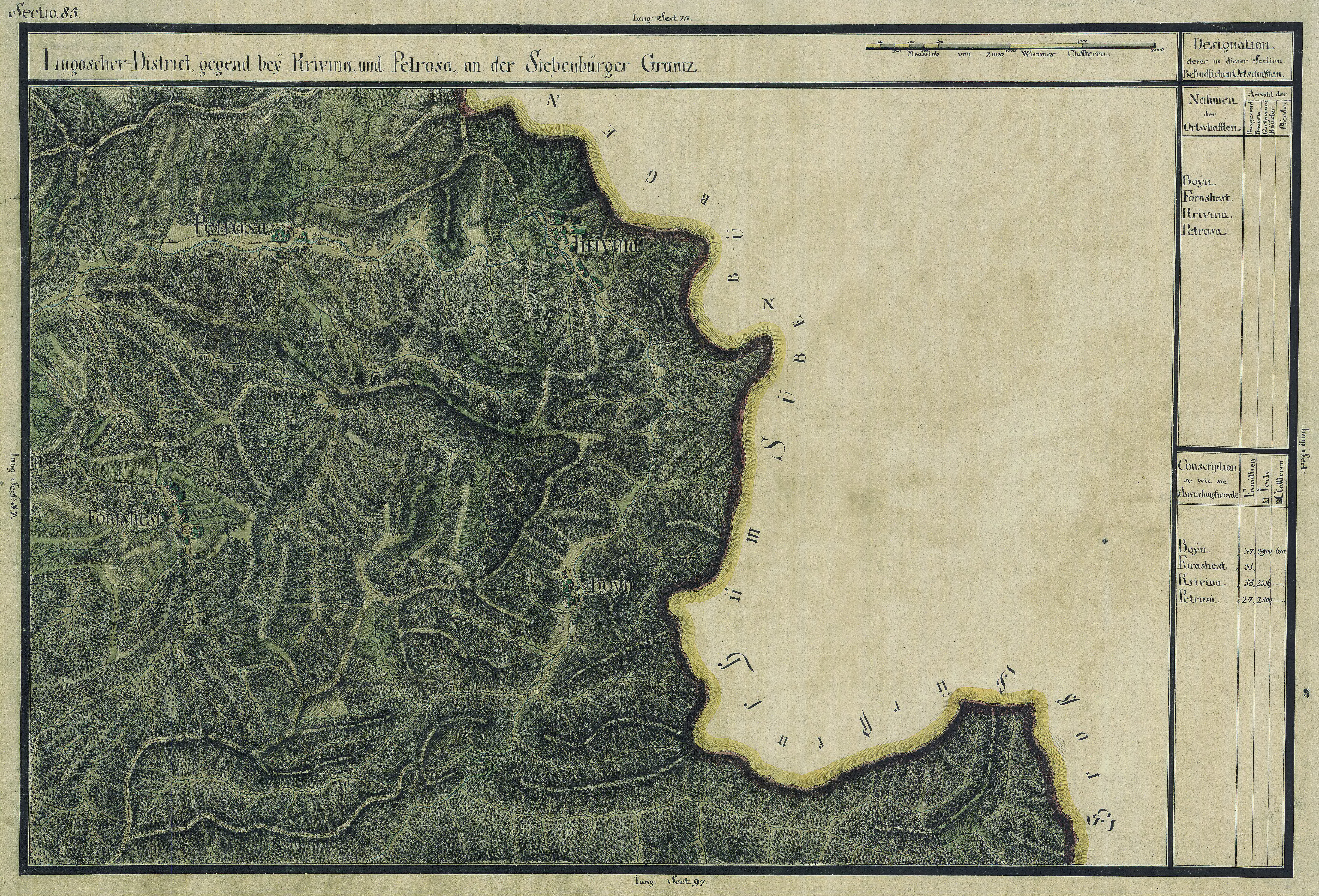
Poieni în Harta Iosefină a Banatului, 1769-72

## Vezi și
- Biserica de lemn din Poieni, Timiș